# Очјор
Очјор (рус. Очёр) град је у Русији у Пермском крају.

## Становништво
| 1959.  | 1970.  | 1979.  | 1989.  | 2002.  | 2010.  |
| ------ | ------ | ------ | ------ | ------ | ------ |
| 14.000 | 15.372 | 14.836 | 16.352 | 15.563 | 14.238 |